# Patrick Chamusso
Patrick Chamusso, född 1949 i Moçambique, är en sydafrikan och medlem av African National Congress. Han deltog i militanta aktioner mot apartheidregimen i Sydafrika.
Chamusso var fram till 1980 inte intresserad av att delta i kampen, men ändrade åsikt efter att han blev oskyldigt anklagad för ett bombattentat, tillfångatagen och torterad för detta. Även Chamussos dåvarande hustru Precious tillfångatogs i samband med detta. Efter att ha blivit frigiven så reste han till Moçambique och anslöt sig till Umkhonto we Sizwe. Efter militär träning där återvände han till Sydafrika och utförde på egen hand en delvis lyckad bombräd mot sin före detta arbetsplats: Oljeraffinaderiet i Secunda. Han blev gripen i samband med detta och dömd till 24 års fängelse på den ökända fängelseön Robben Island. Han släpptes dock efter att ha avtjänat 10 år 1994, mycket på grund av att apartheid-regimen var avskaffad och i enlighet med den nya sydafrikanska regeringens amnesti-policy.
Händelserna skildras i filmen Catch a fire från 2006 där Chamusso gestaltas av skådespelaren Derek Luke.